# 荷李活華庭

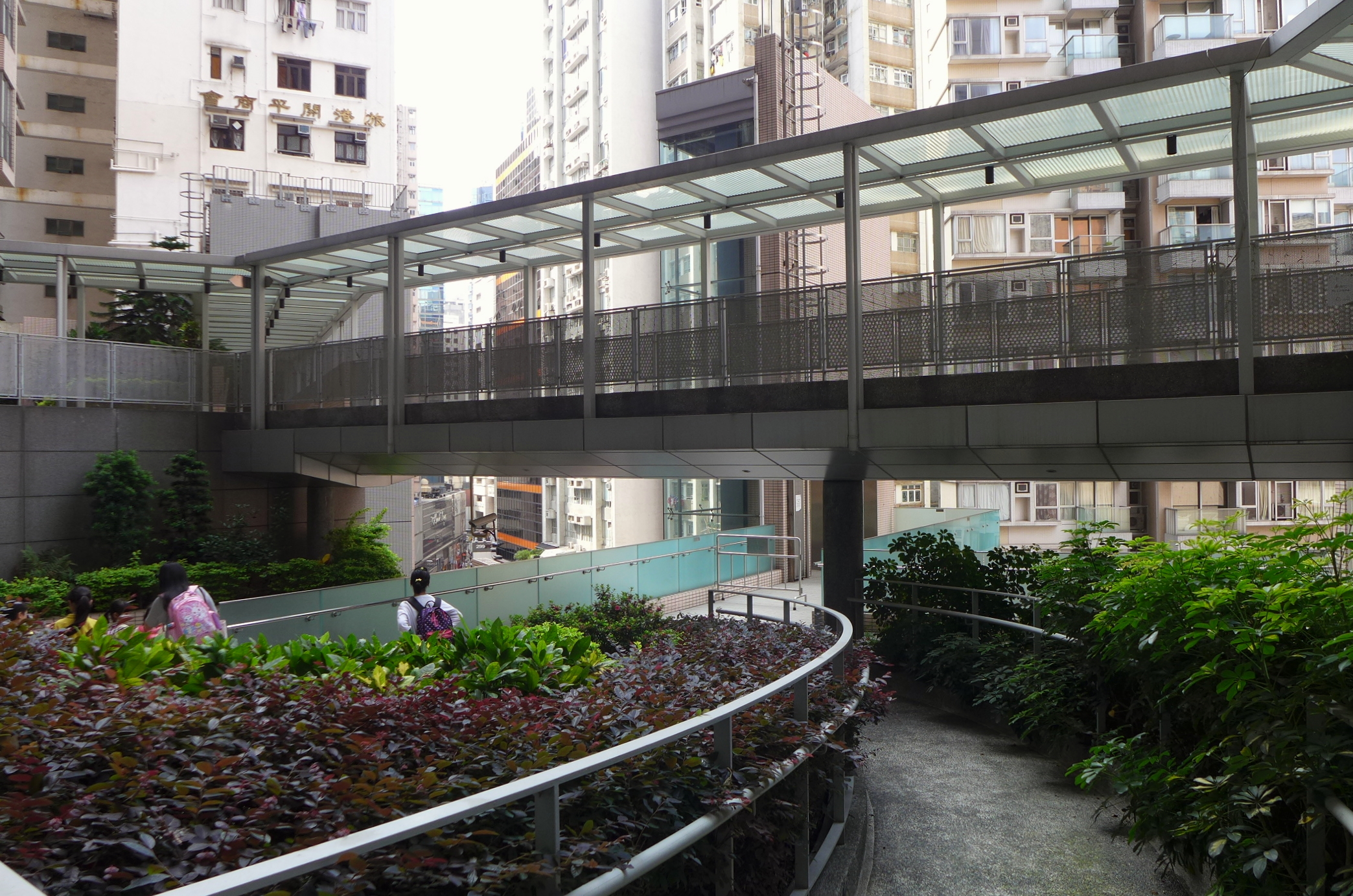
綠化休憩空間

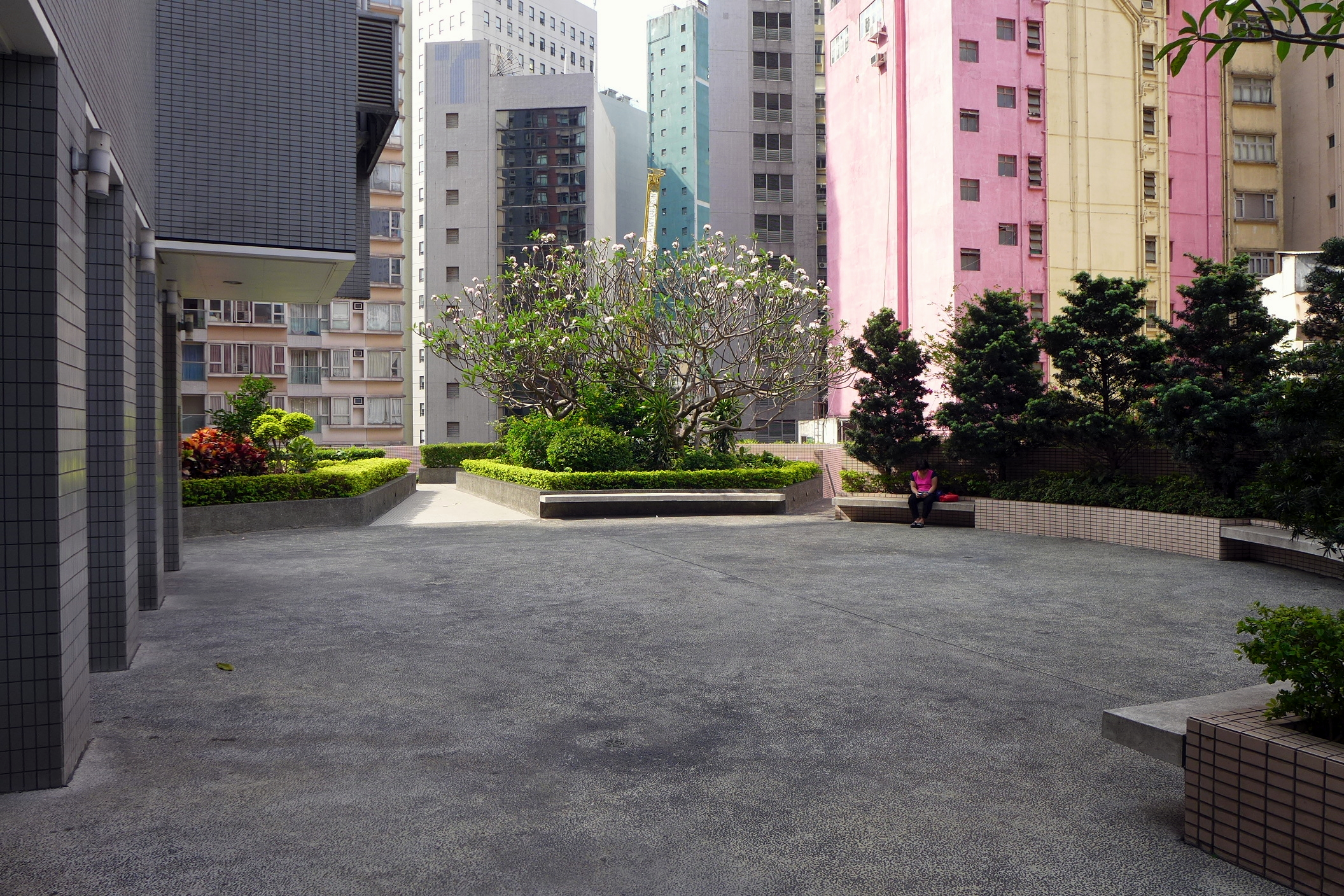
荷李活道設公共休憩空間

荷李活華庭（英語：Hollywood Terrace），是香港島位於內地段8732號及內地段850號A地段的兩個不同地段之上，即上環荷李活道123號與皇后大道中268號之間，為香港房屋協會轄下最後一個的市區改善計劃的屋苑。落成後的單位與私人樓宇一樣，可以透過自由市場公開發售，並無任何申請資格和轉讓限制。屋苑總建築面積達41,430平方米，由香港著名建築師許李嚴建築師事務的合夥人嚴迅奇從1987年開始設計，金門建築承建。荷李活華庭原訂於1990年代初落成，惟政府收樓時遇到嚴重業權衝突，複雜的土木工程訴訟延亦糾纏數年，歷十二載後於1999年終告落成，其後並獲得2003年亞洲建築師協會金獎及2001年香港建築師學會優異獎。

## 住宅
物業分為A、B兩座，樓高35層，共提供550個建築面積由755呎至975呎的單位。設有住客會所及提供24小時的物業管理和保安服務。住宅外立面簡潔俐落，外牆瓷磚、金屬、玻璃等物料令舊區平添一份時尚氣息。而樓宇每層設有有利自然通風的對流窗，但同時也保持住戶私隱。樓宇從皇后大道中退後，以減低對城市的壓迫感，並以6層高的平台去維持街道的尺度及節奏感。同時平台內的商店也能延續了荷李活道上的街舖的特式傳統。

## 公共空間
荷李活華庭為一個在高密度市區的重建項目，位處在舊區中相差23米的陡峭山坡之上，其設計承擔著為城市提供上山公眾通道及綠化公共空間的任務，設計中由一系列綠化空間，休憩場地，花園組成，並以天橋，樓梯，升降機等連接，組成一條全天候公眾通道，並與住宅大樓入口及電梯大堂等分隔，但卻能相互呼應，以保持大樓的私隱空間，而各項的公眾設施也為荷李活華庭帶來這些公眾設施5倍的額外樓面面積。
唯該公共空間的升降機至2003年起停用，市民要爬160級樓梯才能抵達。空間使用率偏低，平均兩小時僅7訪客。附近居民指過去10年未見升降機開動，來回荷里活道及皇后大道中，只能走百多級樓梯或繞經鄰街斜坡，亦有居民以為該處是屋苑平台，從未進內休息，得知是公眾休憩空間時感驚訝，指上環缺乏休憩地方，應增設指示牌。

## 銷售
1999年11月，房協以平均呎價3,783元推售荷李活華庭首批64個單位。由於呎價較同區新盤及二手物業分別低逾百分之十五及百分之五，也較銀行估價的4,400元還低。結果錄得5,480個認購申請，超額認購84.6倍，創當時繼97年亞洲金融風暴後的超額倍數新高。最後經過加推，550個單位一日內全部售罄。
香港房屋局前副局長鍾麗幗與孩子曾經以聯名戶口抽中乙個「荷李活華庭」單位，並且在不足一個月之內，樓花期內摸出轉手，淨賺利潤500,000港元，備受質疑。

## 鄰近
- 禧利街

## 註腳
1. ↑  獲獎名廈-荷李活華庭售樓說明書. pp 35

## 外部連結
- 香港建築師學會年獎一覽表